# Bezměrov
Bezměrov település Csehországban, Kroměříži járásban. Bezměrov Lutopecny, Zlobice, Chropyně, Kroměříž és Kojetín településekkel határos. Lakosainak száma 535 fő (2024. január 1.).

## Népesség
A település lakosságának változását az alábbi diagram mutatja:
| Lakosok száma | 563  | 695  | 756  | 689  | 573  | 518  | 538  | 505  | 484  | 535  |
|               | 1869 | 1900 | 1921 | 1961 | 1980 | 2011 | 2016 | 2019 | 2021 | 2024 |